# Танаат
Монастырь Танаат (арм. Թանահատ) — монастырь XIII века в Армении. Находится в Вайоц-Дзорском марзе, на живописном горном массиве. 
Монастырский комплекс состоит из двух церквей, кладбища и руин древнего Гладзорского университета. Он сложен из густо-синего базальта, и поэтому его часто называют «Черный монастырь». Главная церковь комплекса — Сурб Степанос — была воздвигнута в 1279 году. К ней примыкает другая церковь — Сурб Ншан.

## История
Главная монастырская церковь Св. Степаноса возводилась с 1273 по 1279 гг. под покровительством князей Прошьянов. Церковь имеет крестообразную внутреннюю планировку с приделами по ее четырем углам, из коих два придела, что с восточной стороны, являются двухэтажными. Прямоугольную с внешней стороны церковь венчает стройный двенадцатигранный барабан, крытый куполом шатрового типа. На южной стене церкви вытесана эмблема рода Прошьянов – орел, сжимающий в своих когтях ягненка.
Однонефная церковь Сурб Ншан (Св. Знамения), что примыкает к комплексу с севера, построена в XIII столетии. На перемычке над своим входом имеет весьма выразительный горельеф с изображением сцены охоты. Во время раскопок, проведенных в 1970 году в юго-западной части монастыря, были обнаружены однонефная церковь с двумя ризницами, светские сооружения, множество надгробных плит XIII–XIV столетий, а в западной стороне — квадратный в плане притвор.
По мнению группы ученых с 1282 года в монастыре Танаат стал действовать Университет Гладзор, явившийся самым важным образовательным учреждением средневековой Армении, где преподавались естественные науки, математика, богословие, геометрия, астрономия, хронология, искусство миниатюры и другие предметы. Другие ученые говорят, что до сих неизвестно место-положение Гладзорского университета (по некоторым источникам это – монастырь Ахберц).
В Гладзорском университете учились историк Степанос Орбелян, философы Есаи Нчеци и Ован Воротнеци, архитектор Момик и известные миниатюристы Торос Таронаци и Аваг.

## Современное состояние
В 1970 году на территории монастыря проводились раскопки, в ходе которых были найдены руины однонефной церкви и несколько примонастырских сооружений светского назначения. 
В 1975 году среди руин монастыря был обнаружен обтесанный базальтовый камень с клинописной надписью урартского царя Аргишти II (VII в. до н.э.), высеченной на двух поверхностях стелы.
В 1984 годы на территории монастыря велись восстановительные работы.
Почти полностью сохранилась северная стена церкви, а южная, восточная и западная стены сохранились частично, высотой в 1,5-2 м . Кровля обрушена. Сохранившаяся арка алтаря в процессе составления проекта реставрации была разрушена, камни арки пронумерованы и в 70-и м от церкви собраны в первоначальном виде на земле. Высотой в 1,8 м сохранилась одна из колонн южного портика церкви. В 2013 гогу обрушился большой фрагмент южной стены: обломки повредили лежащую в портике на земле колонну. В окрестностях монастыря сохранились остатки поселения, разбросаны обломки крупных, необработанных надгробных камней и хачкаров. Среди каменных обломков встречаются резные капители, колонны, цельные или поврежденные фрагменты баз и карнизов – свидетелей былого величия и красоты монастыря.

## Галерея

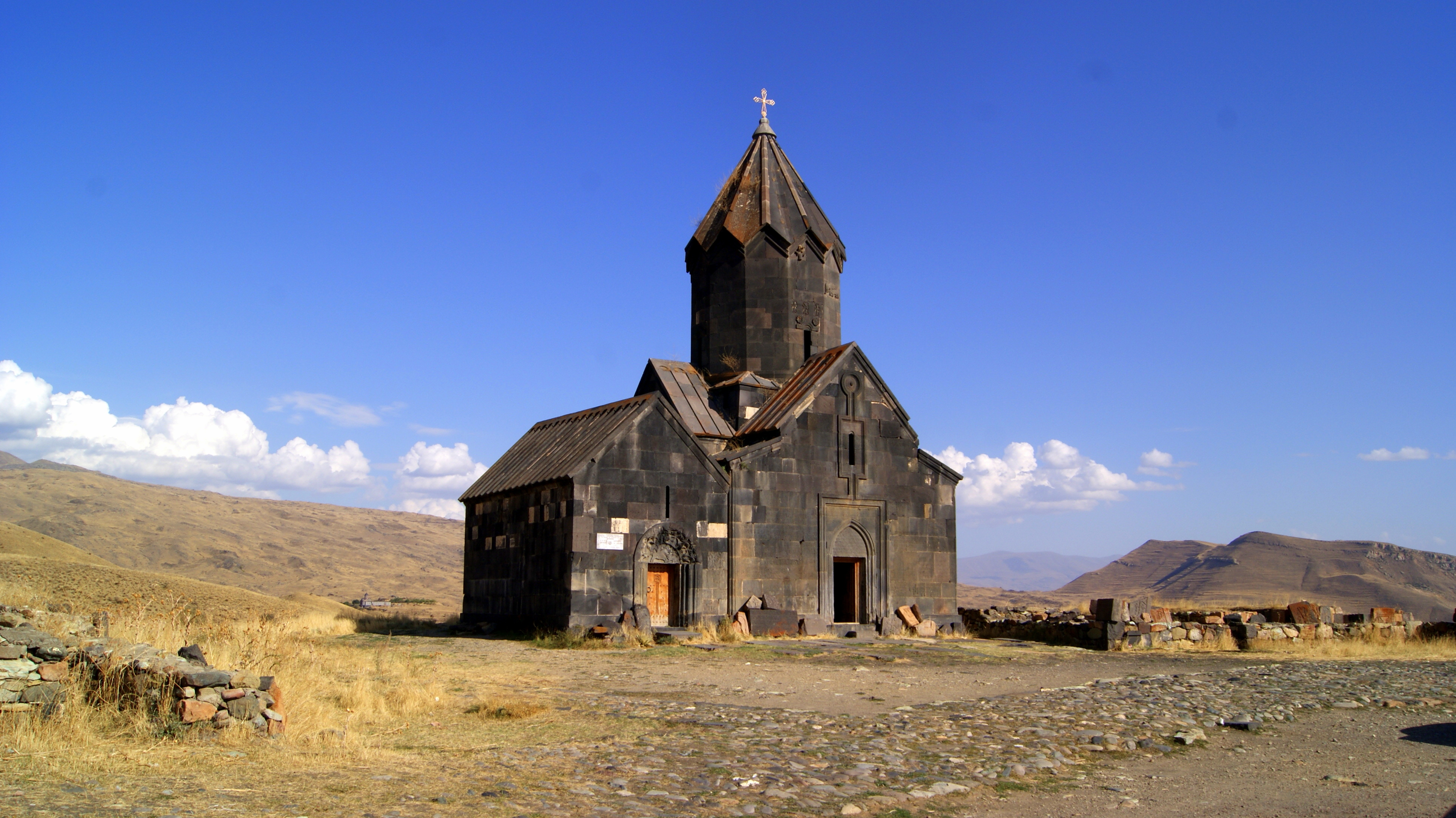
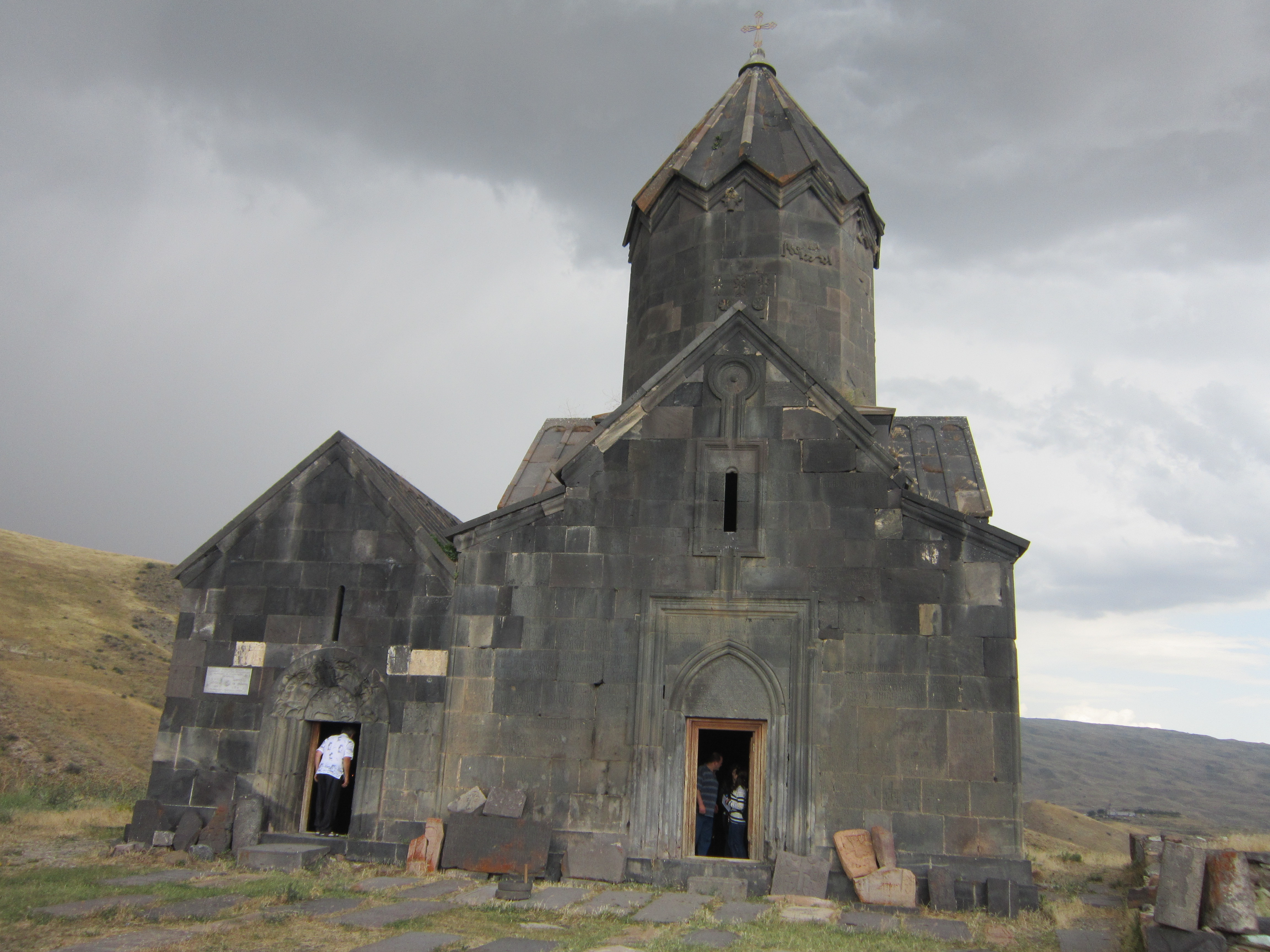
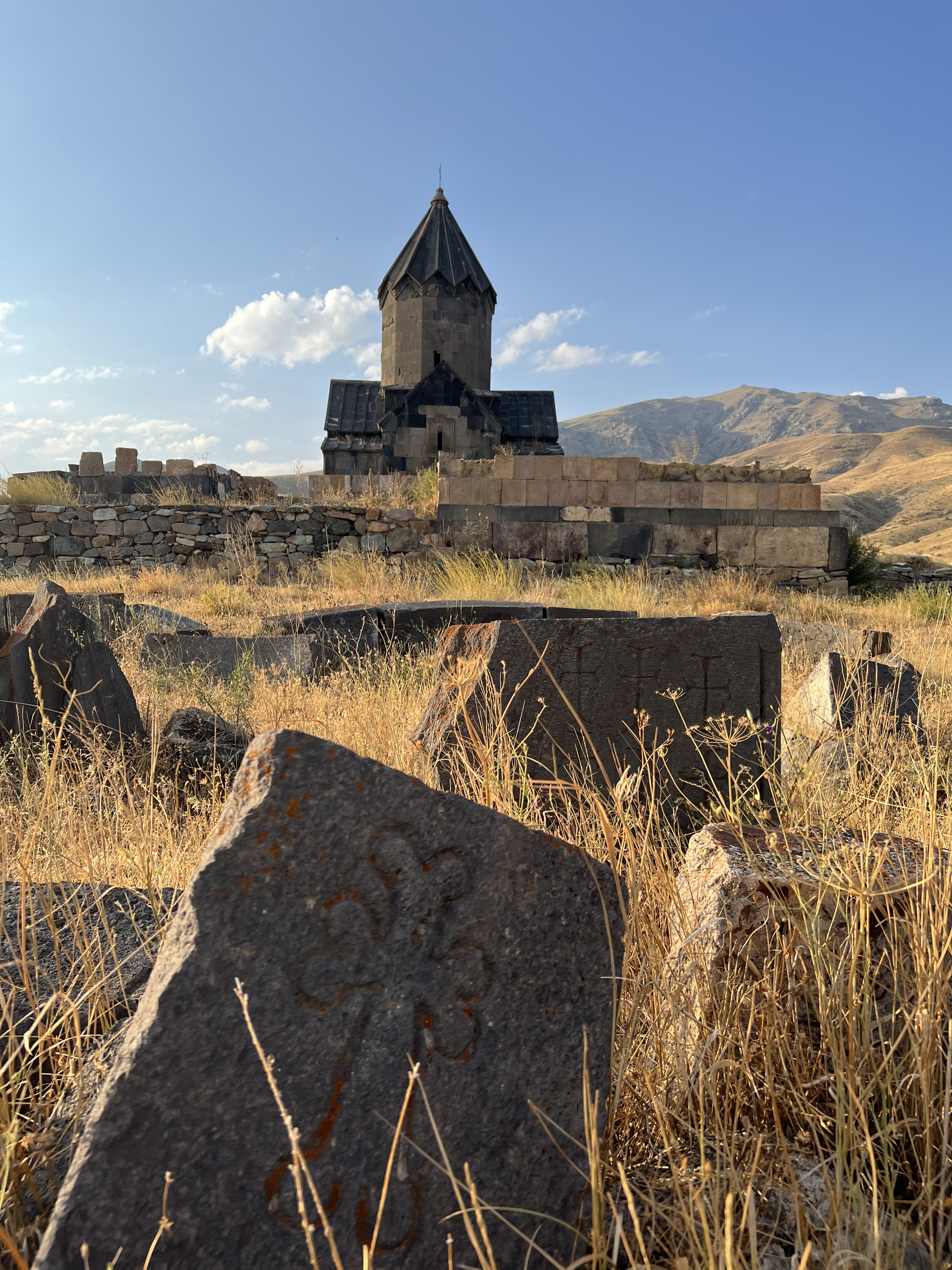
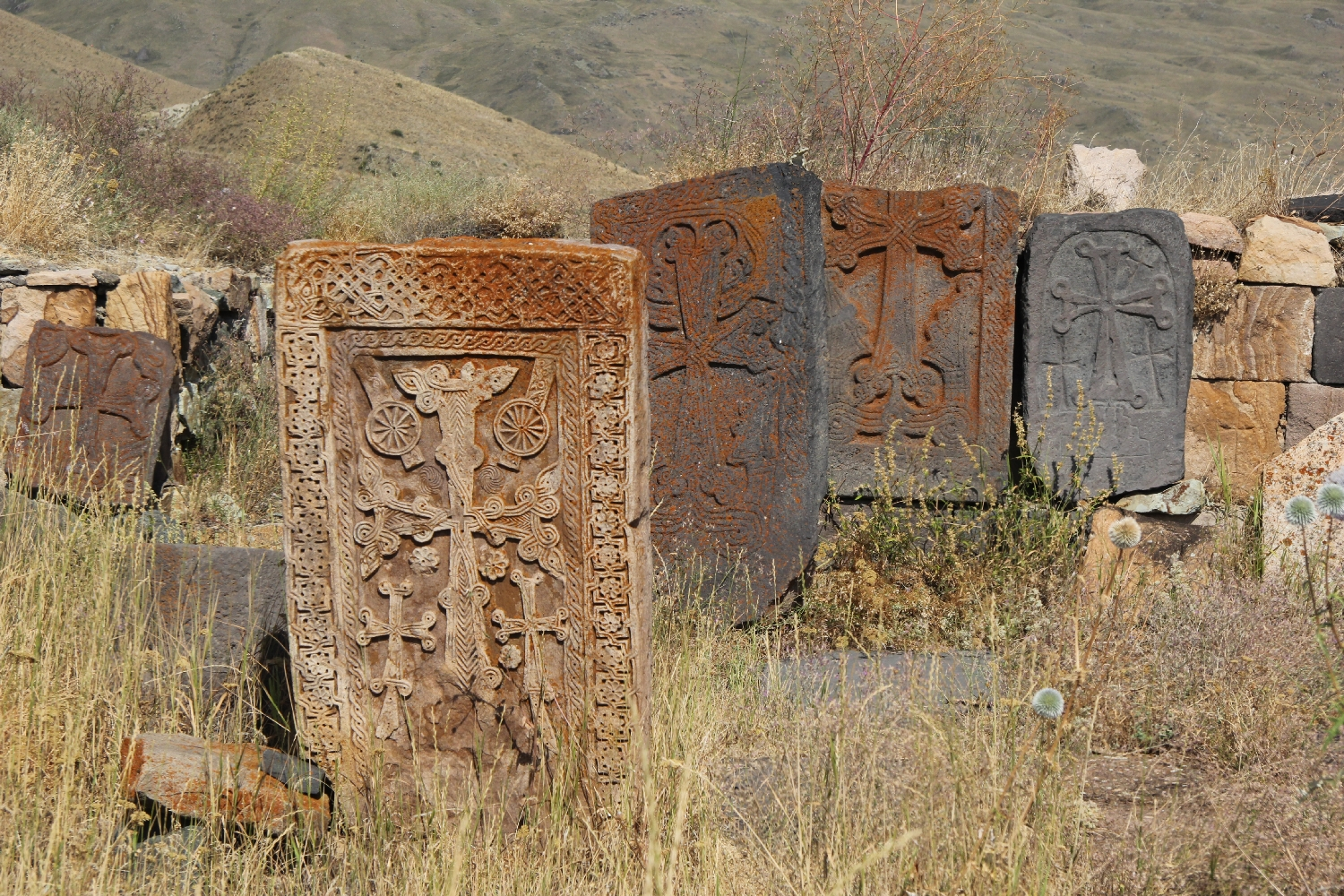
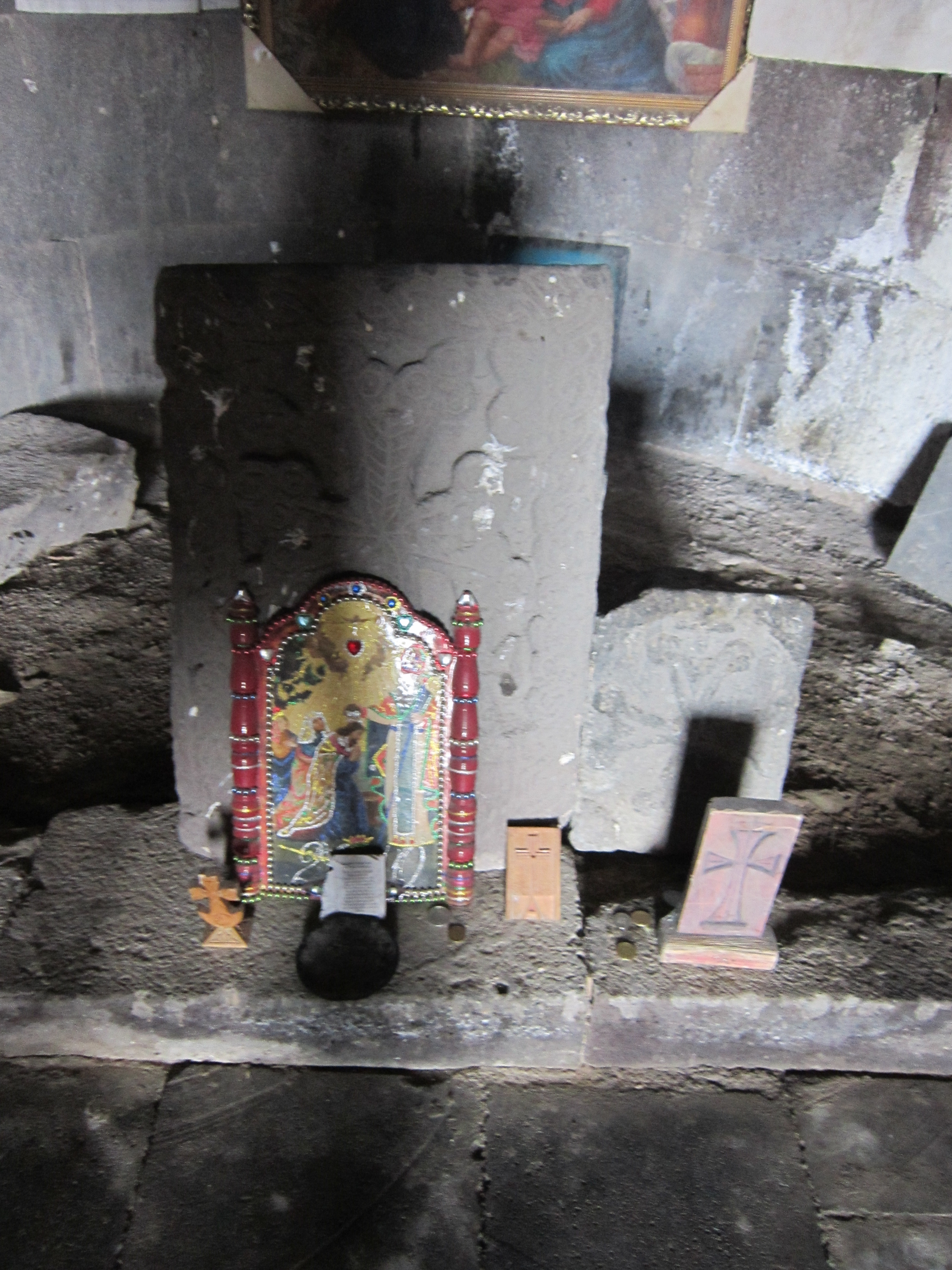
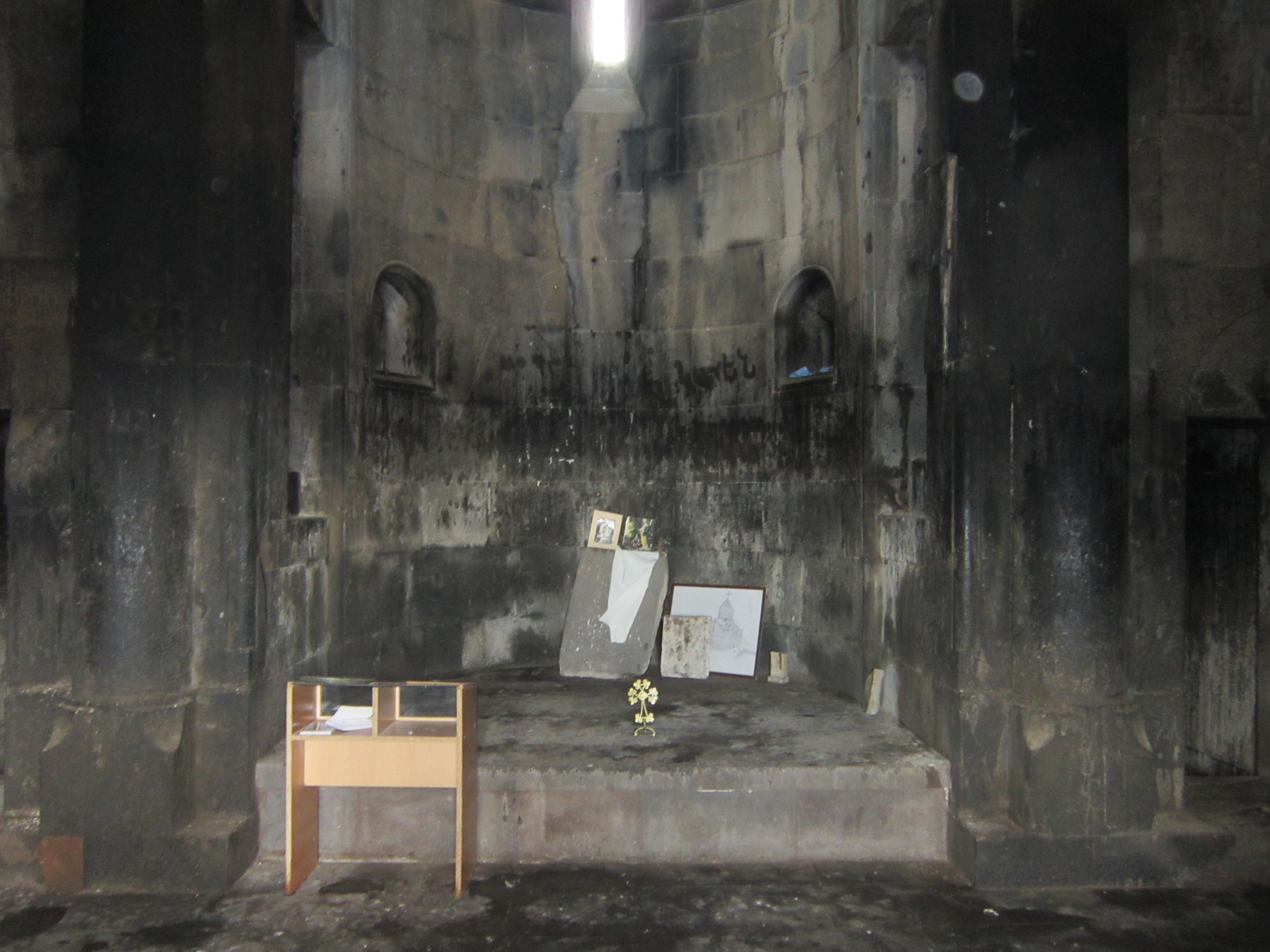
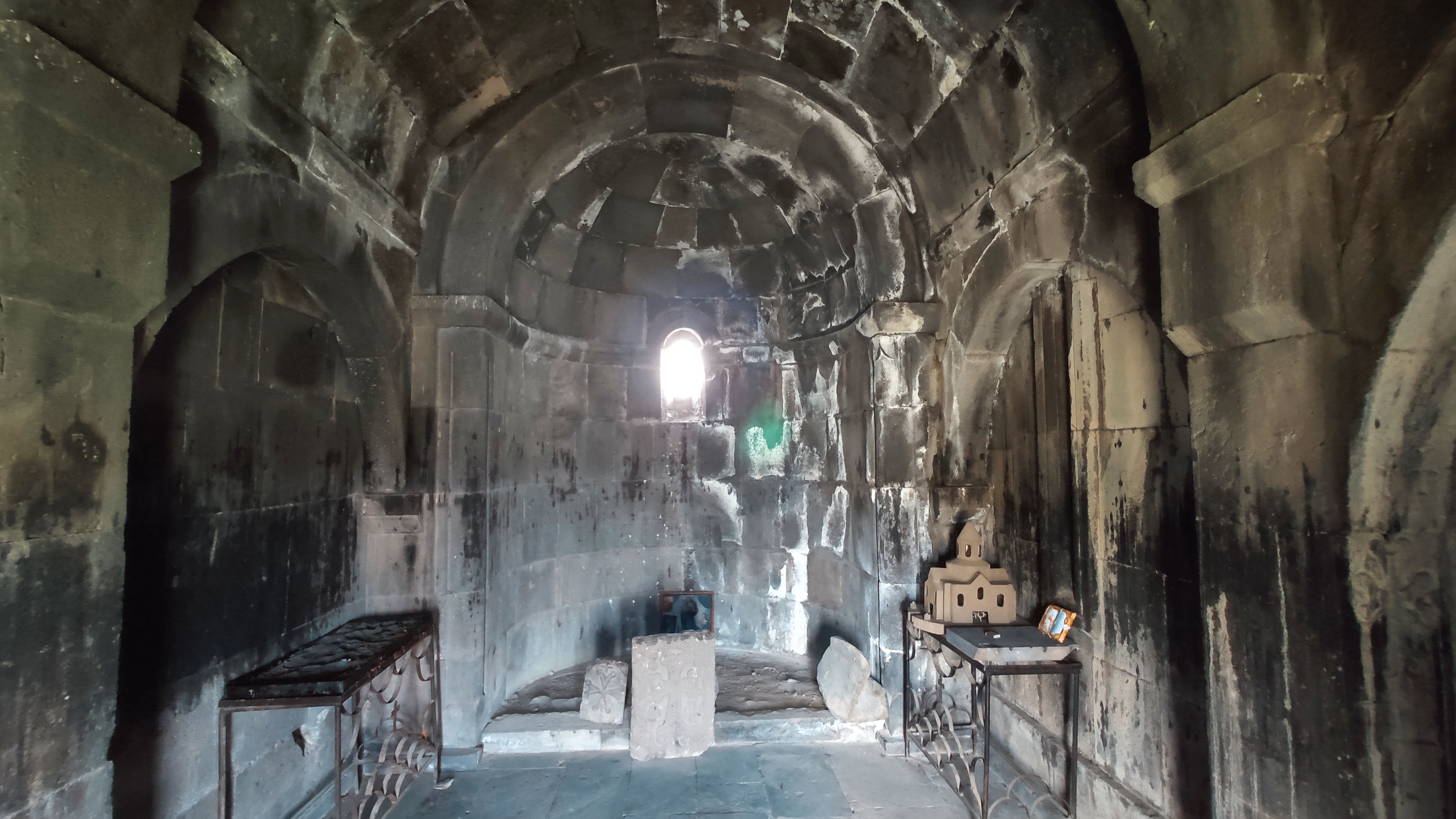
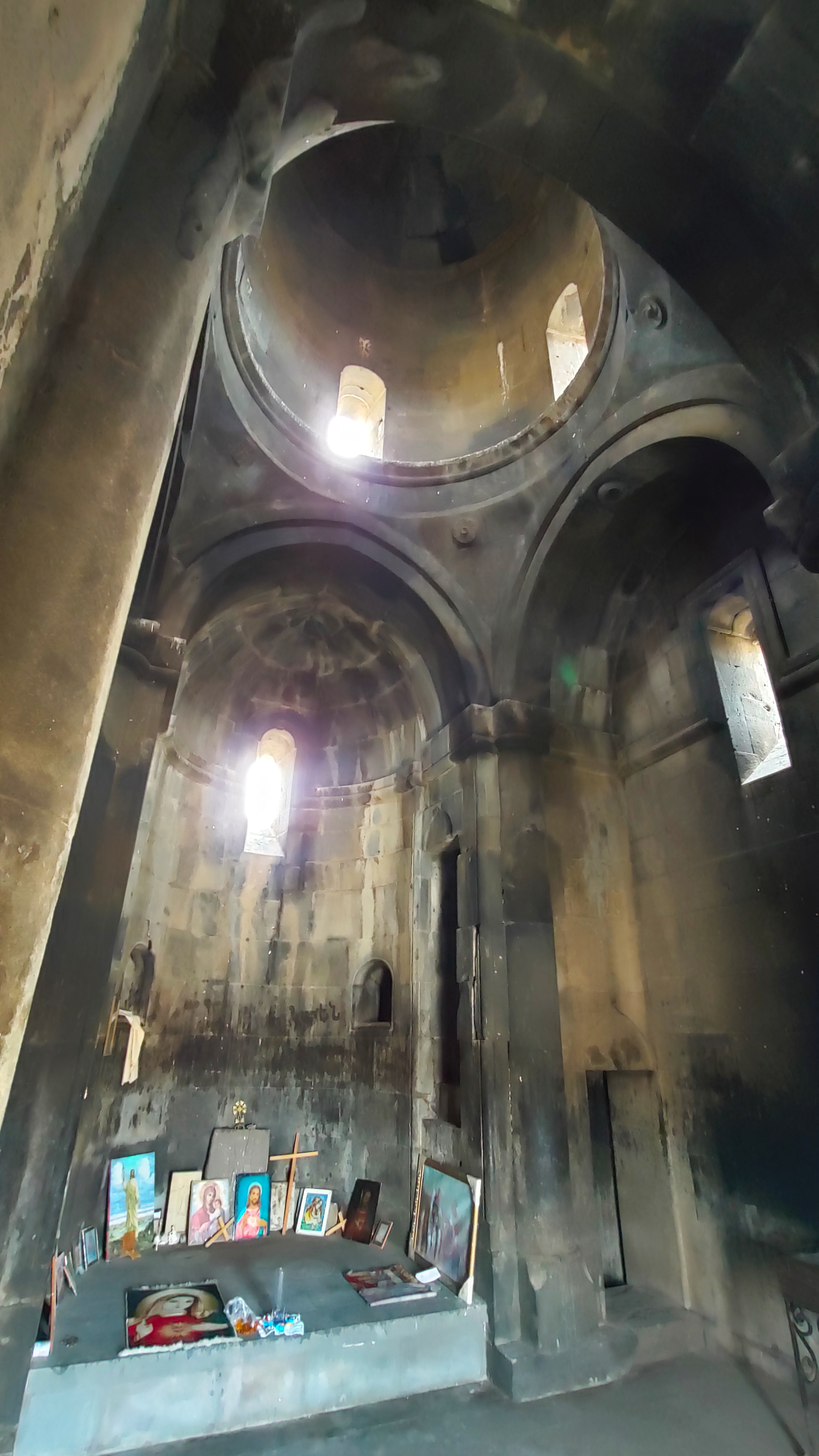
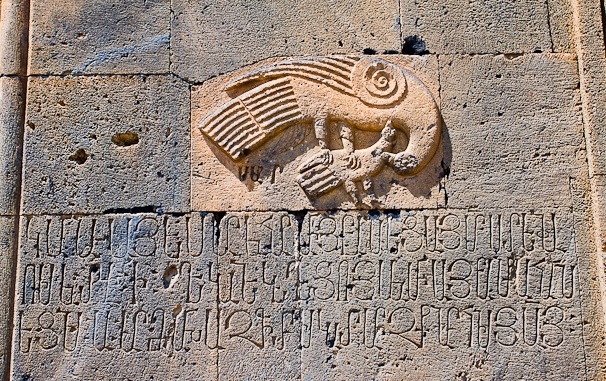